# Malekula centralni (jezici)
Malekula centralni jezici, jedna od tri glavne podskupine malekulskih jezika iz unutrašnjosti, austronezijska porodica; otok Malekula, Vanuatu. 
Obuhvaća (8) jezika, to su: katbol ili avava [tmb], 700 (Crowley 2006); larevat ili laravat [lrv], 680 (Lynch and Crowley 2001); lingarak ili bushman’s bay, nevwervwer [lgk], 1.250 (Lynch and Crowley 2001); litzlitz ili lagalag [lzl], 15 (Lynch and Crowley 2001); Maragus ili maragaus [mrs], 15 (Lynch and Crowley 2001); big nambas ili v’ënen taut [nmb], 3.350 (Lynch and Crowley 2001); nasarian [nvh], 5 (Lynch and Crowley 2001); i vinmavis ili banggor [vnm], 500 (Musgrave 2007).

## Vanjske poveznice
- Ethnologue (14th)
- Ethnologue (15th)